# Sebastiania huallagensis
Sebastiania huallagensis är en törelväxtart som beskrevs av Léon Camille Marius Croizat. Sebastiania huallagensis ingår i släktet Sebastiania och familjen törelväxter. IUCN kategoriserar arten globalt som sårbar.
Artens utbredningsområde är Peru. Inga underarter finns listade i Catalogue of Life.